# Mornos
Mornos är en reservoar i Grekland. Den ligger i den centrala delen av landet, 150 km väster om huvudstaden Aten. Mornos ligger 430 meter över havet. Arean är 17,1 kvadratkilometer. Den sträcker sig 12,5 kilometer i nord-sydlig riktning, och 7,6 kilometer i öst-västlig riktning.
Följande samhällen ligger vid Mornos:
- Lidoríki (840 invånare)